# Cyrtodesmus promaculatus
Cyrtodesmus promaculatus är en mångfotingart som först beskrevs av Filippo Silvestri 1898.  Cyrtodesmus promaculatus ingår i släktet Cyrtodesmus och familjen Cyrtodesmidae. Inga underarter finns listade i Catalogue of Life.